# На два часа раньше
«На два часа́ ра́ньше» — советский музыкальный фильм 1967 года с участием популярных эстрадных исполнителей. Дебют кинорежиссёра Михаила Юзовского, актёрский дебют Михаила Ножкина. Первая часть новогоднего телевизионного эстрадного ревю.

## Сюжет
Новогодний музыкальный фильм с участием Джаз ВИО-66 (вокально-инструментальный оркестр при «Союзконцерте») под управлением Ю. Саульского, квартета «Аккорд», М. Марсо, А. Райкина, Е. Шавриной, В. Макарова и других.

## В фильме снимались
- Джаз ВИО-66 под управлением Юрия Саульского
- Квартет «Аккорд» (Владислав Лынковский, Инна Мясникова, Зоя Харабадзе, Шота Харабадзе)
- Московский Молодой Балет

Художественный руководитель — Юлий Взоров
- Марсель Марсо — мим
- Аркадий Райкин — посетитель зоопарка
- Трио Энцо (ГДР) — музыкальные эксцентрики
- Екатерина Райкина — почтальон / певица (песня про Золушку, сл. Н. Матвеевой, муз. В. Дашкевича)
- Екатерина Шаврина — певица (песня «Ветер, ветерочек», сл. Л. Шишко, муз. Г. Пономаренко)
- Братья Воронины (Борис Воронин, Владимир Воронин) — акробатический этюд
- Государственный Ансамбль Танца Сибири

Художественный руководитель — Михаил Годенко
- Акробатическое трио — Золотовы
- Фёдор Каллимулин, Эдуард Казанджян — акробатический дуэт
- Владимир Макаров — певец (песня «Песенка находит друзей», сл. И. Шаферана, муз. П. Аедоницкого)[2]
- Тамара Совчи — Снегурочка
- Виктор Семёнов — Новый Год (озвучивает Ролан Быков)
- Михаил Селютин — Дед Мороз (озвучивает Ролан Быков)

Нет в титрах:
- Светлана Старикова — воспитательница детского сада «Золотой ключик»
- Муза Крепкогорская — женщина с ребёнком
- Леонид Каневский — администратор ансамбля
- Михаил Ножкин — тренер «моржей»

## Съёмочная группа
- Авторы сценария: Марк Азов, Владимир Тихвинский
- Режиссёры-постановщики: Виталий Кольцов, Михаил Юзовский
- Оператор — Александр Кольцатый[3]
- Художник-постановщик — Юрий Теребилов
- Композитор — Владимир Дашкевич
- Звукооператоры: Валентина Ладыгина, Леонид Булгаков
- Текст песни Новеллы Матвеевой